# 俞志皐
俞志皋（1571年—1607年），字元迈，一字荩卿，號日屿，浙江嘉兴府平湖县人，是一名明朝政治人物。

## 生平
母早亡，父有足疾，弱弟未成立，志皋守一经，资馆穀，供朝夕养。万历二十八年（1600年）庚子科浙江乡试第二十三名举人，三十五年（1607年）丁未科进士，谒选，卒于潞河萧寺，闻者伤之。

## 家族
曾祖俞彦纶。祖父俞鐈。父俞洪。母許氏。严侍下。兄俞重光（贡士）、俞耿光。弟俞志隆。